# Gewog di Bongo
Il gewog di Bongo è uno degli undici raggruppamenti di villaggi del distretto di Chukha, nella regione Occidentale, in Bhutan.